# El visitante (película de 1999)
 El visitante  es una película argentina filmada en colores dirigida por Javier Olivera sobre su propio guion, escrito en colaboración con José Pablo Feinmann según el argumento de Axel Nacher y Fernando Schmidt Bescio, que se estrenó el 8 de abril de 1999 y que tuvo como actores principales a Julio Chávez, Valentina Bassi, Mariano Bertolini y Elsa Berenguer.

## Sinopsis
A Pedro, excombatiente de la Guerra de las Malvinas, se le aparece el espíritu de Raúl, su compañero de trinchera muerto, y le pide prestado el cuerpo.

## Reparto
Colaboraron en el filme los siguientes intérpretes:
- Julio Chávez...como Pedro Marín
- Valentina Bassi
- Mariano Bertolini
- Elsa Berenguer
- Alejandro Awada
- Silvina Bosco
- Roly Serrano
- Tony Lestingi
- Leandro Regúnaga
- Luisina Cicerchia
- Ricardo Iorio
- Claudio Marciello
- Walter Martínez
- Minoru Tajima
- Omar Fantini
- Karin Mollet
- Miguel Ángel Paludi
- Cecilia Peluffo
- Gabriel Cicerchia
- Fernando Sena
- Rafael Morales
- José Paap Miola

## Comentarios
Quintín en El Amante del Cine escribió:

«Fracasa en todos los terrenos, no solo por falta de destreza sino porque tanta ambición aparente recurre demasiado a la copia, se resuelve con ambigüedad y se revela calculadora e insincera.»

Hugo Salas en El Amante del Cine opinó:

«Javier Olivera, al tiempo que se inscribe en un legado que le otorga varias habilidades, recibe con la herencia también sus grandes defectos: el costumbrismo de brocha gorda con su tendencia al clisé de los personajes y, por sobre todo, un clasicismo irreflexivo que deriva en el anquilosamiento de los medios expresivos.»

Paraná Sendrós en Ámbito Financiero escribió:

«A Olivera se le nota la herencia en el oficio, en la pintura de caracteres nacionales, en la inquietud temática.»

Osvaldo Quiroga en El Cronista Comercial dijo:

«Un film de visión imprescindible y enorme nobleza.»

## Premios y candidaturas
Asociación de Cronistas Cinematográficos de la Argentina Premios Cóndor 2000
- El visitante, seleccionada como candidata al Premio a la Mejor Ópera Prima.
- Julio Chávez, seleccionado como candidato al Premio al Mejor Actor .
- Roly Serrano, seleccionado como candidato al Premio al Mejor Actor de Reparto.